# 1667年迪恩森林法令
《1667年迪恩森林法令》（英語：Dean Forest Act 1667；19 & 20 Car 2 c 8）是英格蘭國會的一項法令，關乎森林在英國土地法中的地位。

## 廢除
該法令所有當時尚未廢除的條文由《1971年野生動物及森林法律法令》第1(4)條及附表 （页面存档备份，存于）廢除。